# Årland (Samnanger)
Pour les articles homonymes, voir Arland.
Årland est un village de la municipalité de Samnanger, dans le comté de Vestland, en Norvège.

## Géographie
Le village est situé sur la rive nord-est du Samnangerfjorden, à l'ouest du village de Haga. Il se trouve le long de la Fylkesvei 7 (no), qui relie la ville de Bergen à Samnanger. 
L'église de Samnanger est située dans ce village. Le journal Samningen (en) est publié à Årland depuis 1977. 